# Fulvoclysia
Fulvoclysia là một chi bướm đêm thuộc phân họ Tortricinae của họ Tortricidae.

## Các loài
- Fulvoclysia albertii Razowski, 1983
- Fulvoclysia arguta Razowski, 1968
- Fulvoclysia aulica Razowski, 1968
- Fulvoclysia defectana (Lederer, 1870)
- Fulvoclysia dictyodana (Staudinger, 1880)
- Fulvoclysia forsteri (Osthelder, 1938)
- Fulvoclysia nerminae Kocak, 1982
- Fulvoclysia pallorana (Lederer, 1864)
- Fulvoclysia proxima Razowski, 1970
- Fulvoclysia rjabovi Kuznetzov, 1976
- Fulvoclysia subdolana (Kennel, 1901)